# Золотая малина (премия, 1998)
18-я церемония объявления лауреатов премии «Золотая малина» за сомнительные заслуги в области кинематографа за 1997 год состоялась 22 марта 1998 года в Hollywod Roosevelt Hotel, в Лос-Анджелесе, Калифорния.
Фильм «Почтальон» получил все 5 наград, на которые он был номинирован.

## Статистика
| Фильм                                                                  | номинации | победы |
| ---------------------------------------------------------------------- | --------- | ------ |
| • Бэтмен и Робин / Batman & Robin                                      | 11        | 1      |
| • Скорость 2: Контроль над круизом / Speed 2: Cruise Control           | 8         | 1      |
| • Анаконда / Anaconda                                                  | 6         | -      |
| • Почтальон / The Postman                                              | 5         | 5      |
| • Огонь из преисподней / Fire Down Below                               | 4         | -      |
| • Колония / Double Team                                                | 3         | 3      |
| • Парк Юрского периода: Затерянный мир / The Lost World: Jurassic Park | 3         | -      |
| • Воздушная тюрьма / Con Air                                           | 2         | 1      |
| • Поворот / U Turn                                                     | 2         | -      |
| • Турбулентность / Turbulence                                          | 2         | -      |
| • Пятый элемент / The Fifth Element                                    | 2         | -      |

## Список лауреатов и номинантов
Лауреаты выделены отдельным цветом. 
| Категории                                                              | Лауреаты и номинанты | Лауреаты и номинанты | Лауреаты и номинанты |
| ---------------------------------------------------------------------- | --- | --- | --- |
| Худший фильм                                                           | • Почтальон (Warner Bros.) (продюсеры: Джим Уилсон, Стив Тиш и Кевин Костнер)                                                                       | • Почтальон (Warner Bros.) (продюсеры: Джим Уилсон, Стив Тиш и Кевин Костнер)                                                                       | • Почтальон (Warner Bros.) (продюсеры: Джим Уилсон, Стив Тиш и Кевин Костнер)                                                                       |
| Худший фильм                                                           | • Анаконда (Columbia) (продюсеры: Верна Харра, Леонард Рабиновиц и Кэрол Литтл)                                                                     | | |
| Худший фильм                                                           | • Бэтмен и Робин (Warner Bros.) (продюсер: Питер МакГрегор-Скотт)                                                                                   | | |
| Худший фильм                                                           | • Огонь из преисподней (Warner Bros.) (продюсеры: Стивен Сигал и Джулиус Р. Нассо)                                                                  | | |
| Худший фильм                                                           | • Скорость 2: Контроль над круизом (20th Century-Fox) (продюсер: Ян де Бонт)                                                                        | | |
| Худший ремейк или сиквел                                               | • Скорость 2: Контроль над круизом | • Скорость 2: Контроль над круизом | • Скорость 2: Контроль над круизом |
| Худший ремейк или сиквел                                               | • Бэтмен и Робин | | |
| Худший ремейк или сиквел                                               | • Один дома 3 (20th Century-Fox) (продюсеры: Джон Хьюз и Хилтон А. Грин)                                                                            | | |
| Худший ремейк или сиквел                                               | • Парк Юрского периода: Затерянный мир (Universal/Amblin') (продюсеры: Джералд Молен и Колин Уилсон)                                                | | |
| Худший ремейк или сиквел                                               | • Флот Мак-Хэйла (Universal) (продюсеры: Сид Шейнберг, Билл Шейнберг и Джонатан Шейнберг)                                                           | | |
| Худший актёр                                                           | Кевин Костнер | • Кевин Костнер — «Почтальон» (за роль Почтальона)                                                                                                  | • Кевин Костнер — «Почтальон» (за роль Почтальона)                                                                                                  |
| Худший актёр                                                           | Кевин Костнер | • Вэл Килмер — «Святой» (за роль Саймона Тэмплара)                                                                                                  | |
| Худший актёр                                                           | Кевин Костнер | • Шакил О’Нил — «Сталь» (за роль Джона Генри Айронса / мистера Сталь)                                                                               | |
| Худший актёр                                                           | Кевин Костнер | • Стивен Сигал — «Огонь из преисподней» (за роль Джека Таггерта)                                                                                    | |
| Худший актёр                                                           | Кевин Костнер | • Джон Войт — «Анаконда» (за роль Пола Серона) | |
| Худшая актриса                                                         | | • Деми Мур — «Солдат Джейн» (за роль Джордан О’Нил)                                                                                                 | • Деми Мур — «Солдат Джейн» (за роль Джордан О’Нил)                                                                                                 |
| Худшая актриса                                                         | • Сандра Буллок — «Скорость 2: Контроль над круизом» (за роль Энни)                                                                                 | | |
| Худшая актриса                                                         | • Фрэн Дрешер — «Парикмахерша и чудовище» (за роль Джой Миллер)                                                                                     | | |
| Худшая актриса                                                         | • Лорен Холли — «Улыбка, как у тебя» и «Турбулентность»                                                                                             | | |
| Худшая актриса                                                         | • Алисия Сильверстоун — «Лишний багаж» (за роль Эмили Хоуп)                                                                                         | | |
| Худший актёр второго плана                                             | | • Деннис Родман — «Колония» (за роль Яза) | • Деннис Родман — «Колония» (за роль Яза) |
| Худший актёр второго плана                                             | • Уиллем Дефо — «Скорость 2: Контроль над круизом» (за роль Джона Гейгера)                                                                          | | |
| Худший актёр второго плана                                             | • Крис О’Доннелл — «Бэтмен и Робин» (за роль Дика Грейсона / Робина)                                                                                | | |
| Худший актёр второго плана                                             | • Арнольд Шварценеггер — «Бэтмен и Робин» (за роль д-ра Виктора Фриса / мистера Фриза)                                                              | | |
| Худший актёр второго плана                                             | • Джон Войт — «Особо опасный преступник» и «Поворот»                                                                                                | | |
| Худшая актриса второго плана                                           | | • Алисия Сильверстоун — «Бэтмен и Робин» (за роль Барбары Уилсон / Бэтгёрл)                                                                         | • Алисия Сильверстоун — «Бэтмен и Робин» (за роль Барбары Уилсон / Бэтгёрл)                                                                         |
| Худшая актриса второго плана                                           | • Фэй Данауэй — «Альбино Аллигатор» (за роль Джанет Будро)                                                                                          | | |
| Худшая актриса второго плана                                           | • Милла Йовович — «Пятый элемент» (за роль Лилу) | | |
| Худшая актриса второго плана                                           | • Джулия Луи-Дрейфус — «День отца» (за роль Кэрри Лоуренс)                                                                                          | | |
| Худшая актриса второго плана                                           | • Ума Турман — «Бэтмен и Робин» (за роль д-ра Памелы Айсли / Ядовитого плюща)                                                                       | | |
| Худшая новая звезда                                                    | | • Деннис Родман — «Колония» (за роль Яза) | • Деннис Родман — «Колония» (за роль Яза) |
| Худшая новая звезда                                                    | • аниматроническая анаконда — «Анаконда» | | |
| Худшая новая звезда                                                    | • Тори Спеллинг — «Дом, где говорят Да» (за роль Лесли) и «Крик 2» (за роль самой себя)                                                             | | |
| Худшая новая звезда                                                    | • Говард Стерн — «Части тела» (за роль самого себя)                                                                                                 | | |
| Худшая новая звезда                                                    | • Крис Такер — «Пятый элемент» и «Деньги решают всё»                                                                                                | | |
| Худший режиссёр                                                        | Кевин Костнер | • Кевин Костнер за фильм «Почтальон» | • Кевин Костнер за фильм «Почтальон» |
| Худший режиссёр                                                        | Кевин Костнер | • Ян де Бонт — «Скорость 2: Контроль над круизом»                                                                                                   | |
| Худший режиссёр                                                        | Кевин Костнер | • Луис Льоса — «Анаконда» | |
| Худший режиссёр                                                        | Кевин Костнер | • Джоэл Шумахер — «Бэтмен и Робин» | |
| Худший режиссёр                                                        | Кевин Костнер | • Оливер Стоун — «Поворот» | |
| Худший сценарий                                                        | | • Эрик Рот и Брайан Хелгеленд — «Почтальон» | • Эрик Рот и Брайан Хелгеленд — «Почтальон» |
| Худший сценарий                                                        | • Ганс Бауэр, Джим Кэш и Джек Эппс мл. — «Анаконда»                                                                                                 | | |
| Худший сценарий                                                        | • Акива Голдсман — «Бэтмен и Робин» | | |
| Худший сценарий                                                        | • Дэвид Кепп — «Парк Юрского периода: Затерянный мир»                                                                                               | | |
| Худший сценарий                                                        | • Рэндалл МакКормик, Джефф Натансон и Ян де Бонт — «Скорость 2: Контроль над круизом»                                                               | | |
| Худший актёрский дуэт                                                  | | • Деннис Родман и Жан-Клод Ван Дамм — «Колония» | Жан-Клод Ван Дамм |
| Худший актёрский дуэт                                                  | • Сандра Буллок и Джейсон Патрик — «Скорость 2: Контроль над круизом»                                                                               | | Жан-Клод Ван Дамм |
| Худший актёрский дуэт                                                  | • Джордж Клуни и Крис О’Доннелл — «Бэтмен и Робин»                                                                                                  | | Жан-Клод Ван Дамм |
| Худший актёрский дуэт                                                  | • Стивен Сигал и его гитара — «Огонь из преисподней»                                                                                                | | Жан-Клод Ван Дамм |
| Худший актёрский дуэт                                                  | • Джон Войт и аниматроническая анаконда — «Анаконда»                                                                                                | | Жан-Клод Ван Дамм |
| Худшая песня к фильму                                                  | • любая из песен в фильме «Почтальон» — слова и музыка: Джеффри Барр, Гленн Бёрк, Джон Койнман, Джо Флуд, Блэр Форвард, Мария Мачадо и Джоно Мэнсон | • любая из песен в фильме «Почтальон» — слова и музыка: Джеффри Барр, Гленн Бёрк, Джон Койнман, Джо Флуд, Блэр Форвард, Мария Мачадо и Джоно Мэнсон | • любая из песен в фильме «Почтальон» — слова и музыка: Джеффри Барр, Гленн Бёрк, Джон Койнман, Джо Флуд, Блэр Форвард, Мария Мачадо и Джоно Мэнсон |
| Худшая песня к фильму                                                  | • The End Is the Beginning Is the End — «Бэтмен и Робин» — автор: Билли Корган                                                                      | | |
| Худшая песня к фильму                                                  | • Fire Down Below — «Огонь из преисподней» — музыка и слова: Стивен Сигал и Марк Колли                                                              | | |
| Худшая песня к фильму                                                  | • How Do I Live? — «Воздушная тюрьма» — автор: Дайан Уоррен                                                                                         | | |
| Худшая песня к фильму                                                  | • My Dream — «Скорость 2: Контроль над круизом» — авторы: Орвилл Баррелл, Роберт Ливингстон и Деннис Халибёртон                                     | | |
| Худшее пренебрежение к человеческой жизни и общественной собственности | • Воздушная тюрьма / Con Air | • Воздушная тюрьма / Con Air | • Воздушная тюрьма / Con Air |
| Худшее пренебрежение к человеческой жизни и общественной собственности | • Бэтмен и Робин / Batman & Robin | | |
| Худшее пренебрежение к человеческой жизни и общественной собственности | • Парк Юрского периода: Затерянный мир / The Lost World: Jurassic Park                                                                              | | |
| Худшее пренебрежение к человеческой жизни и общественной собственности | • Турбулентность / Turbulence | | |
| Худшее пренебрежение к человеческой жизни и общественной собственности | • Вулкан / Volcano | | |